# Катастрофа Іл-76 в Івановській області
Катастрофа Іл-76 в Івановській області — авіаінцидент що стався 12 березня 2024 в Івановській області Росії. Літак 117-го ВТА прямував до аеродрому Іваново-Північний, проте впав поблизу села Підталіці.
За даними Міноборони РФ, на борту перебували 8 членів екіпажу та 7 пасажирів. Всі, хто перебував на борту, загинули, на землі в результаті падіння літака жертв і руйнувань не було .

## Причини катастрофи
Катастрофа сталась через загорання одного з чотирьох двигунів літака. Через деякий час після загорання двигун відірвався від літака. За повідомленням РосЗМІ літак не долетів до злітно посадкової смуги та впав у лісопарковій зоні.

## Розслідування
Слідчий комітет Російської Федерації за фактом падіння літака порушив кримінальну справу за ст. 351 КК РФ «Порушення правил польотів військових літальних апаратів чи підготовки до них, що спричинили необережність смерть людини чи інші тяжкі наслідки».